# Phoenix Suns
Phoenix Suns je američka profesionalna košarkaška momčad iz grada Phoenix, Arizona. Momčad je osnovana 1968. i NBA ligi se priključila u proširenju lige u sezoni 1968./69., zajedno s momčadi Milwaukee Bucks.

## Vanjske poveznice
- Službena stranica (engl.)